# Крачковська Ніна Василівна
Крачковська Ніна Василівна
(рос. Крачко́вская Ни́на Васи́льевна; 17 квітня 1930, Москва — 12 березня 2021, там само) — радянська і російська акторка театру, кіно та телебачення, Заслужена артистка РРФСР (1991).

## Життєпис
Ніна Василівна Крачковська народилася 17 квітня 1930 року в Москві. Її батько Василь Полікарпович Крачковський — родом зі Ставрополя — був викладачем і професором Московського університету шляхів сполучення, працював в управлінні залізничного транспорту. Мати закінчила Інститут благородних дівиць, займалася господарством та вихованням дітей. У 1938 році батька заарештували і розстріляли. Родину переселили з їхнього будинку у скромне житло. Мати теж ув'язнили, а через рік випустили. Ніна з братом Володимиром жили в той час у рідних та знайомих. Мати працювала швачкою в артілі, шила білизну для військових.
Після школи у 1949 році Ніна вступила на акторський факультет ВДІКу до Василя Васильовича Ваніна, після його смерті у 1951 році вчилася у Володимира В'ячеславовича Бєлокурова.
На третьому курсі її запросили на головні ролі у фільмах «Кортик» та «Командир корабля». Роль Наташі в «Командирі корабля» стала її дипломною роботою.
Закінчила ВДІК у 1954 році. Її зарахували до штату кіностудії «Мосфільм» та до Театру-студії кіноактора, на сцені якого вона зіграла у 20 спектаклях: «Іван Васильович», «Дурочка», «Суворе поле», «Таня», «Варвари», «Сьогодні свято», «Той, що несе в собі», «Зухвалі земляни», «Диво» (1976, реж. С. Куліш), «Комедія помилок», «Жіночій бунт» та інших. Великий успіх мав мюзикл «8 жінок», та попри успіх у глядачів, мюзикл не прийняли «нагорі», тому його ніколи не було на афішах.
Вона почала успішно зніматися в кіно: «Педагогічна поема», «Є такий хлопець», «Вони були першими», «Родина Ульянових». Потім стали рідше запрошувати, та й ролі були гірше. Вона працювала на дубляжі.
У 1962 році її брат, звукооператор Володимир Крачковський, одружився з акторкою Наталією Бєлогорцевою, яка з того моменту стала Наталією Крачковською. Акторок почали плутати. Їхні фільмографії також змішувалися.
У 1995 році вона пішла з Театру-студії кіноактора. Разом з іншими акторами (Лариса Лужина, Володимир Конкін) грала в антрепризному спектаклі «Курка». Актори назвали свою команду «Арте-Фарт», вона проіснувала кілька років.
Померла 12 березня 2021 року в 90-річному віці.

## Родина
- Батько: академік Василь Полікарпович Крачковський (25 грудня 1892 (7 січня 1893), Ставрополь — заарештований 6 березня 1938, засуджений 22 серпня 1938 року до страти, у той же день був розстріляний та похований на «Коммунарці») — фахівець з будівництва залізниць, працював в Московському університеті шляхів сполучення професором і деканом шляхового факультету[3].
- Чоловік: режисер-документаліст Владлен Павлович Трошкін (20 лютого 1930 — 22 листопада 2015).
  - Дочка: Олена (нар. 8 серпня 1956), закінчила кінознавчий факультет ВДІКу, працювала редактором.
- Брат: Володимир Васильович Крачковський, звукорежисер (14 серпня 1923 — 2 липня 1988).
  - Дружина брата: Наталія Леонідівна Крачковська (24 листопада 1938 — 3 березня 2016), акторка, Заслужена артистка РРФСР (1998).
  - Племінник: Василь Володимирович Крачковський (нар. 1963), працює на «Мосфільмі» звукорежисером. У 1996 році номінувався на премію «Ніка».
  - Внучатий племінник: Володимир Крачковський (нар. 1991).

## Вибрана фільмографія
| Рік  |    | Українська назва                          | Оригінальна назва                           | Роль                         |
| ---- | -- | ----------------------------------------- | ------------------------------------------- | ---------------------------- |
| 1952 | мф | Аленька квіточка                          | Аленький цветочек                           | Настенька (голос)            |
| 1954 | ф  | Командир корабля                          | Командир корабля                            | Наташа                       |
| 1954 | ф  | Кортик                                    | Кортик                                      | Валя Іванова                 |
| 1955 | ф  | Педагогічна поема                         | Педагогическая поэма                        | Лідочка, вихователька        |
| 1956 | ф  | Є такий хлопець                           | Есть такой парень                           | Люся                         |
| 1956 | ф  | Вони були першими                         | Они были первыми                            | Лена                         |
| 1957 | ф  | Зоряний хлопчик                           | Звёздный мальчик                            | Принцеса                     |
| 1957 | ф  | Родина Ульянових                          | Семья Ульяновых                             | Оля Ульянова                 |
| 1960 | ф  | Мічман Панін                              | Мичман Панин                                | Маша, дівчина на пристані    |
| 1960 | ф  | Перше побачення                           | Первое свидание                             | Раєчка                       |
| 1961 | ф  | Воскресіння                               | Воскресение                                 | перекладачка                 |
| 1962 | ф  | Гусарська балада                          | Гусарская баллада                           | кузина                       |
| 1962 | ф  | Хід конем                                 | Ход конём                                   | вчителька (немає в титрах)   |
| 1963 | ф  | Три години дороги                         | Три часа дороги                             | Лена                         |
| 1963 | ф  | Людина, яка сумнівається                  | Человек, который сомневается                | однокласниця Тані            |
| 1964 | ф  | Викликаємо вогонь на себе                 | Вызываем огонь на себя                      | Женя                         |
| 1966 | ф  | Бережись автомобіля                       | Берегись автомобиля                         | дівчина на почті             |
| 1967 | ф  | Щит і меч                                 | Щит и меч                                   | епізод                       |
| 1968 | ф  | Люди, як ріки                             | Люди, как реки                              | лікарка                      |
| 1970 | ф  | Дивовижний хлопчик                        | Удивительный мальчик                        | фігляр в перуці              |
| 1971 | ф  | Повернення до життя                       | Возвращение к жизни                         | Айна                         |
| 1972 | ф  | Стоянка поїзда — дві хвилини              | Стоянка поезда — две минуты                 | Ніна Василівна               |
| 1973 | ф  | Калина червона                            | Калина красная                              | епізод                       |
| 1973 | ф  | Нейлон 100 %                              | Нейлон 100 %                                | дружина професора            |
| 1975 | ф  | Не може бути!                             | Не может быть!                              | супутниця ненажери           |
| 1981 | ф  | Дядечків сон                              | Дядюшкин сон                                | Людмила Карлівна             |
| 1984 | ф  | Щаслива, Женька!                          | Счастливая, Женька!                         | мама Сергія                  |
| 1984 | ф  | Успіх                                     | Успех                                       | акторка                      |
| 1987 | ф  | Раз на раз не випадає                     | Раз на раз не приходится                    | знайома Федора               |
| 1987 | ф  | Позика на шлюб                            | Ссуда на брак                               | журналістка                  |
| 1988 | ф  | Артистка з Грибова                        | Артистка из Грибова                         | режисер                      |
| 1991 | ф  | Привиди зеленої кімнати                   | Призраки зелёной комнаты                    | сестра милосердя             |
| 2003 | ф  | Золота доба                               | Золотой век                                 | епізод                       |
| 2004 | с  | Євлампія Романова. Слідство веде дилетант | Евлампия Романова. Следствие ведёт дилетант | Леокадія Сергіївна Рюмочкіна |
| 2015 | ф  | А зорі тут тихі                           | А зори здесь тихие                          | епізод                       |